# Felsina

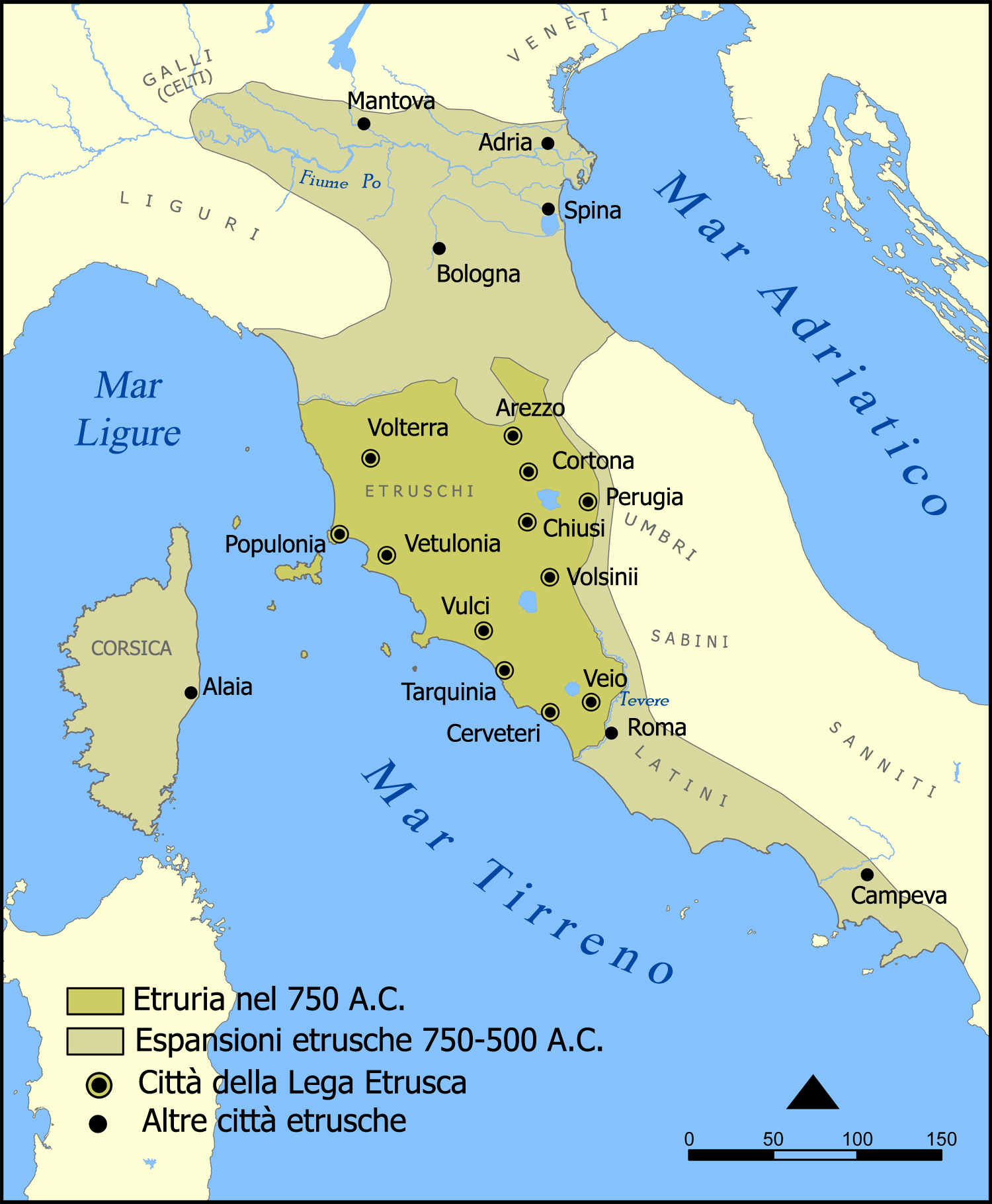
La posizione di Felsina (Bologna) nell'Etruria

Fèlsina fu la principale città etrusca dell'Etruria padana, che corrisponde all'odierna Bologna. Il nome Felsina è la latinizzazione del nome etrusco della città, probabilmente Felzna o Felsna (Velzna o Velsna).

## Origine del nome

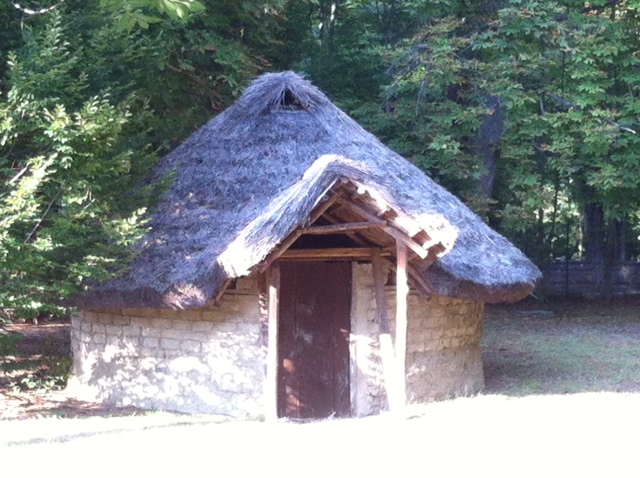
Ricostruzione di una capanna villanoviana ai Giardini Margherita

Il nome "Felsina" (pronuncia: Fèlsina) è menzionato da Plinio il Vecchio (Naturalis historia, III, 115):
(Plinio il Vecchio, Nat. Hist., III, 115)
Nonostante non siano state ritrovate iscrizioni etrusche che attestino il nome della città, esso si desume da gentilizi riferibili al nome della città. Il significato originario del probabile nome etrusco Felzna (Velzna) o Felsna (Velsna) non è certo, forse "terra fertile" o similare.
Questo toponimo è probabilmente alla base dei nomi di altre località dell'area etrusca, come Volsinii (in etrusco Velzna, identificata con l'odierna Orvieto o con Bolsena). Ancora oggi, nel comune di Castelnuovo Berardenga, in provincia di Siena, esiste una località chiamata "Felsina".
Esiste anche una leggenda che più semplicemente riconduce il nome Felsina all'omonima figlia del re etrusco Fero, uno fra i tanti supposti fondatori della città. Un'altra leggenda parla di Felsino, discendente dell'etrusco Ocno (detto anche Bianore, lo stesso leggendario fondatore di Pianoro, Parma e Mantova, di cui parla anche Virgilio), che diede il nome alla città, successivamente cambiato dal figlio Bono in Bononia.
L'aggettivo «felsineo» è successivamente entrato a far parte della lingua italiana quale sinonimo di bolognese.

## Storia

### La fase villanoviana

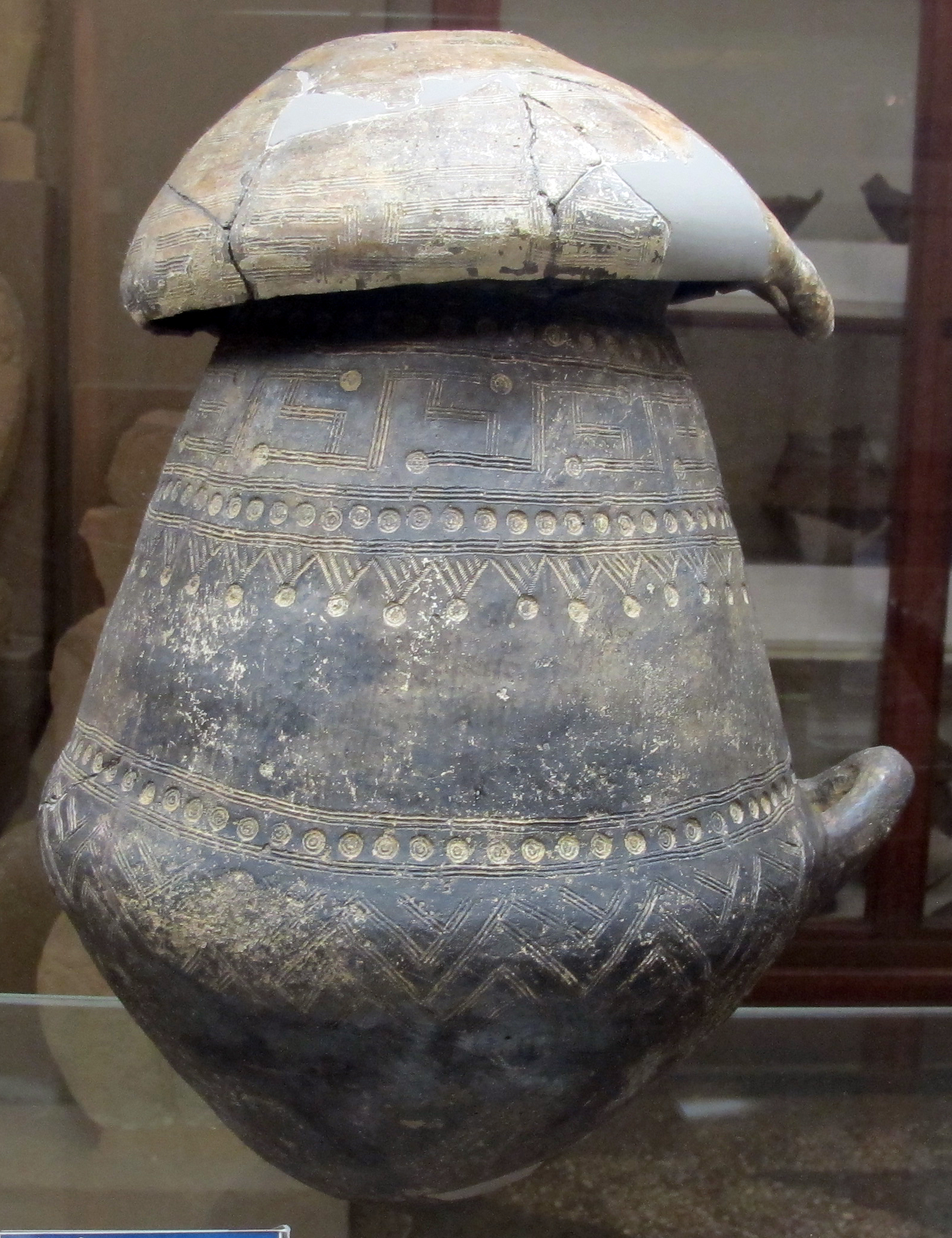
Ossuario biconico coperto da scodella, dal sepolcreto Savena, tomba 80 (IX sec. a.C.). Museo Civico Archeologico, Bologna

Durante l'Età del ferro si affermò nella pianura padana la cultura villanoviana, considerata la fase più antica della civiltà etrusca. Il nome della cultura villanoviana deriva dal nome della località di Villanova,  frazione di Castenaso, dove Giovanni Gozzadini fece i primi ritrovamenti archeologici. Fra il IX secolo a.C. e l'inizio dell'VIII secolo a.C. si verificò un significativo aumento demografico nell'area del Bolognese, caratterizzato da presenze di insediamenti villanoviani. Nell'area dell'odierna Bologna si trovavano almeno tre villaggi: 
- uno ad oriente, in un'area compresa tra le vie Fabbri, Musolesi e Rimesse;
- uno a nord, nei pressi dell'attuale quartiere fieristico;
- uno a sud, nell'area di Villa Cassarini (attuale scuola di ingegneria) e Villa Bosi.[14]

A partire dall'VIII secolo a.C. nell'area compresa fra il torrente Aposa a est e il rio Vallescura (o il torrente Ravone) a ovest - corrispondente all'insediamento meridionale villanoviano - si verificò una crescita urbana e demografica, a scapito degli altri due villaggi. Qui si coagulò il primo centro urbano, delimitato approssimativamente a nord dalle attuali via Riva di Reno, via Falegnami e via Augusto Righi, e a sud dalle prime propaggini dei colli bolognesi, nei pressi di Villa Cassarini. In questo spazio sono state rinvenute le tracce di più di 500 capanne, allineate lungo determinati assi stradali e intervallate da ampi spazi aperti destinati alle attività agricole e produttive, inclusa la lavorazione del bronzo. Attorno all'abitato, situate all'esterno, si trovavano diverse necropoli.

### La fase felsinea

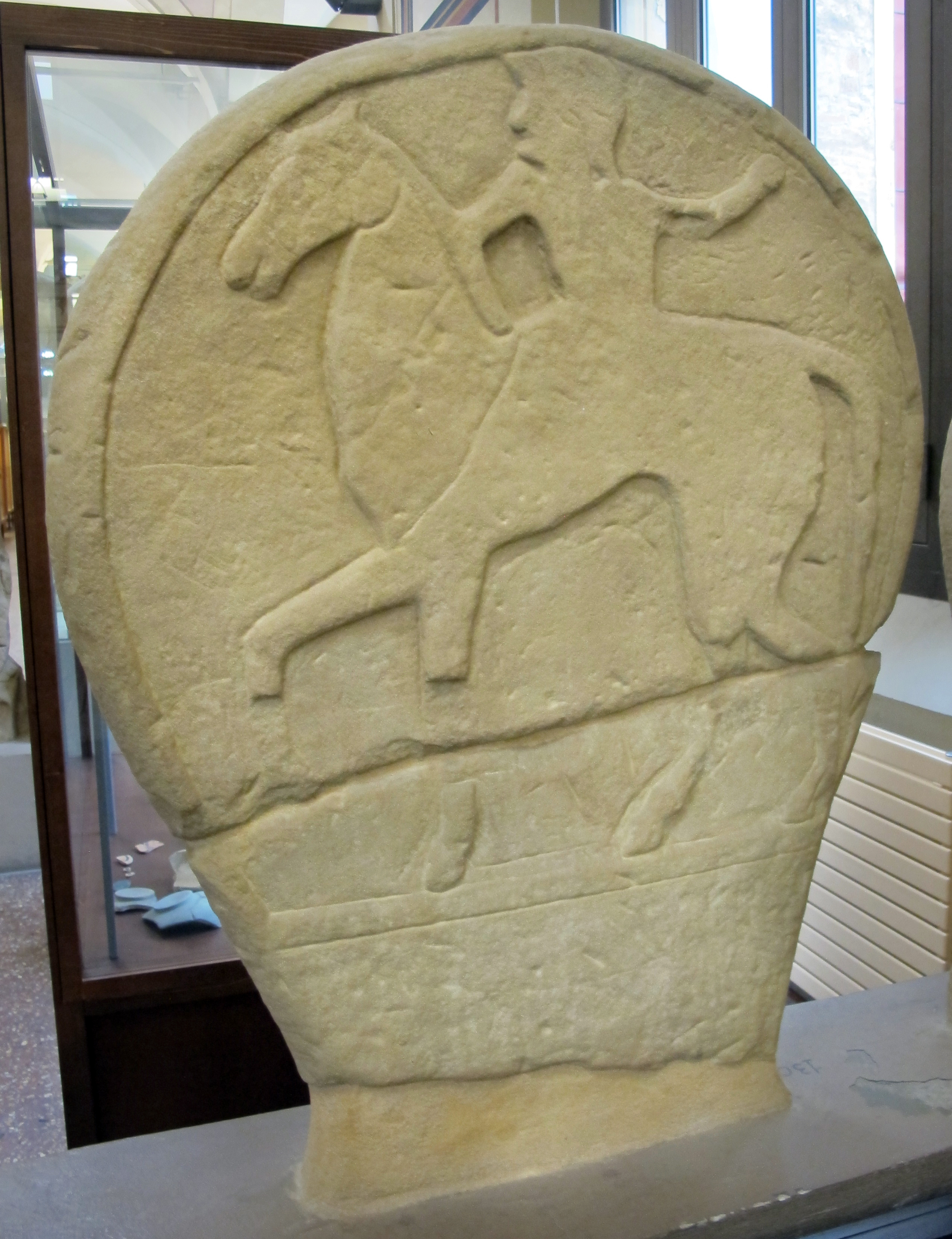
Stele funeraria felsinea datata fra il 510 e il 480 a.C., Museo Civico Archeologico, Bologna

A partire dalla metà del VI secolo a.C. si registra una radicale trasformazione in senso "urbano" di Felsina, la quale assunse in questo periodo la forma di una città vera e propria. La competizione greca e cartaginese al primato etrusco sul Tirreno, infatti, comportò in quel periodo un riorientamento di buona parte dei traffici commerciali verso l'interno, verso l'area padana e l'Adriatico. Felsina, trovandosi in posizione centrale lungo le vie di comunicazione nord-sud, fiorì rapidamente. Nonostante le scarse testimonianze archeologiche, dovute alla continuità abitativa della zona nelle epoche successive, sono state ritrovate fondazioni di case in ciottoli a secco, le quali avevano spesso un tetto di tegole e coppi.
In questo periodo Felsina si dotò di una vera e propria acropoli, una monumentale area sacra in posizione elevata (circa 40m più in alto rispetto all'abitato), sita nell'area dell'odierna Villa Cassarini e della Scuola di Ingegneria dell'Università di Bologna. L'acropoli comprendeva almeno un edificio templare, con cippi sagomati di travertino e marmo destinati a reggere le offerte. È proprio qui che sono state rinvenute due statuette di bronzo, usate come ex voto, raffiguranti una Eracle con i pomi delle Esperidi e l'altra Apollo con la lira (oggi conservate al Museo Civico Archeologico).
Lo sviluppo urbano interessò anche la rete viaria, ad esempio con la pavimentazione di un'antica strada in direzione della valle del Reno e dell'Etruria, nell'area occidentale della città. Ai lati di questa via erano state disposte già dall'epoca villanoviana numerose tombe, le quali vennero a costituire in epoca felsinea un vero e proprio sepolcreto monumentale (sepolcreto occidentale, nei pressi dell'attuale via Andrea Costa). Ma la necropoli che ha restituito le tombe più monumentali e i corredi più ricchi è quella sita nel lato orientale dell'abitato, dove oggi si trovano i Giardini Margherita. Altri sepolcreti si trovavano tutti attorno alla città (con l'esclusione del lato collinare a sud), con carattere di continuità attraverso tutte le fasi storiche dell'insediamento. Ed è proprio grazie ai corredi funerari che, in questa fase più matura, si può immaginare una più complessa articolazione della società felsinea, con chiare differenze fra i gruppi aristocratici (caratterizzati da corredi molto ricchi e talora con elementi militari) e le altre tombe più semplici.

### Fase dell'occupazione gallica

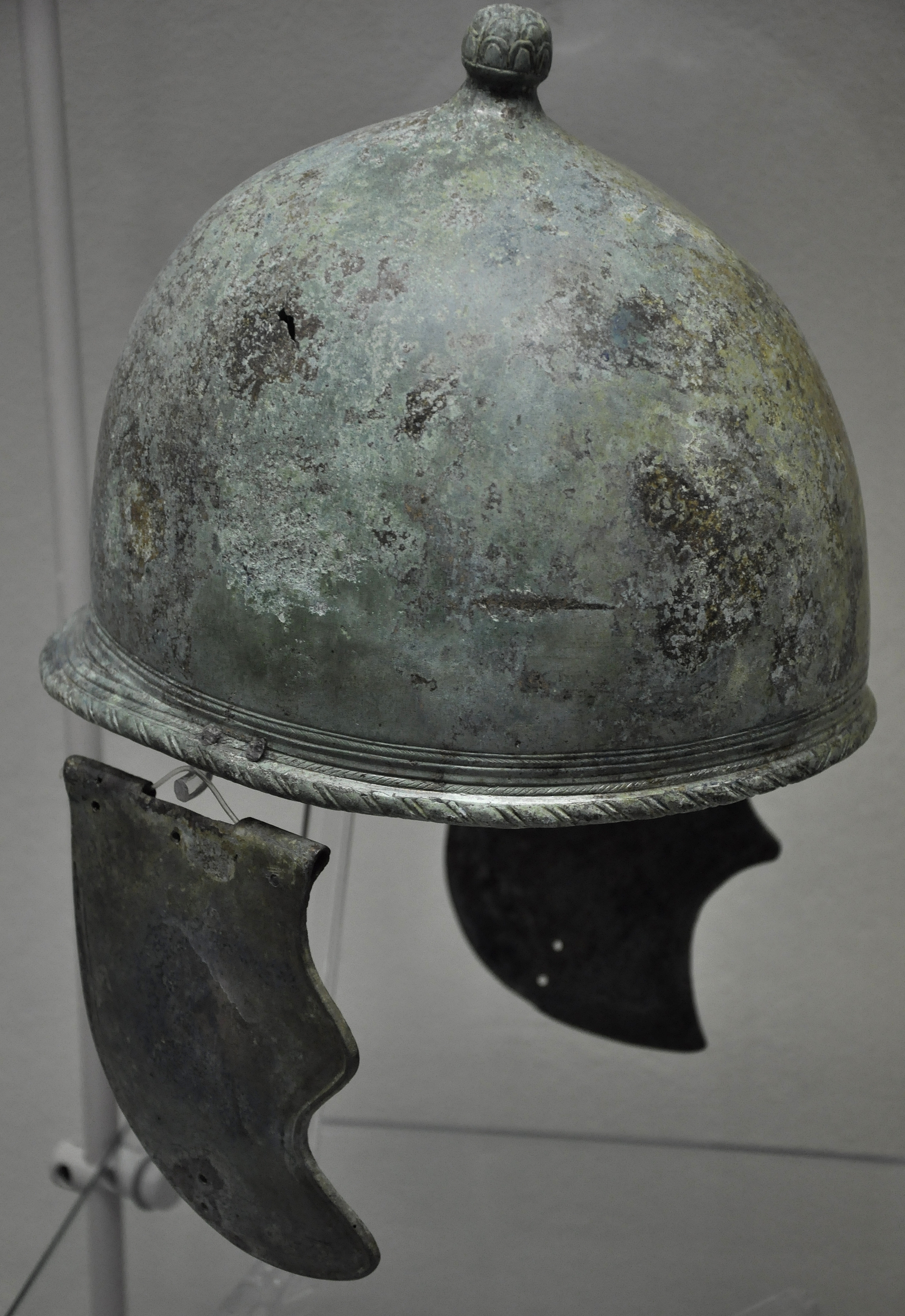
Elmo in bronzo dalla tomba 953 della necropoli Benacci, III sec. a.C.

Alla fine del IV secolo a.C. la tribù gallica dei Boi, proveniente dalle regioni d'oltralpe, intraprese una migrazione in Italia, giungendo nel territorio di Felsina, dove si insediò, sovrapponendosi e convivendo con la popolazione locale etrusca per circa duecento anni.
Non è conosciuto il nome della città usato durante la dominazione gallica, mentre il nome fu in seguito modificato in Bononia dai Romani. Secondo alcuni studiosi il nome di epoca romana fu dato dai Romani sulla base del nome gallico dato alla città dai Galli Boi, ancora oggi sconosciuto. Mentre per altri studiosi si potrebbe supporre che Bononia, nome dato dai Romani alla loro colonia (e alle altre città omonime), sia un nome augurale e derivi, in realtà, dal latino bŏnus ‘buono’ come Placentia da placens ‘piacevole’
Esistono pochissime testimonianze archeologiche, tutte funerarie, che testimoniano della fase di dominazione celtica nel IV e III secolo a.C. I ritrovamenti dalle necropoli, rivelano una duplice presenza etnica, in cui l'elemento celtico convive con quello etrusco, ciascuno conservando la tipicità dei propri rituali funerari: quello dei Boi prevedeva quasi sempre l'inumazione, con casi sporadici di incinerazione attestati solo dopo la fine del IV secolo a.C.. Sempre durante l'occupazione celtica, i corredi funerari rinvenuti permettono di delineare la presenza di un'élite militare il cui alto status è testimoniato dall'influenza di pratiche simposiache e di cura del corpo di derivazione ellenistica. L'incidenza di questa élite, pari a 1:7, è inferiore a quella riscontrabile nella necropoli di Monte Bibele, dove la componente guerriera incideva per un terzo (1:2).
Gli scavi compiuti non sembrano indicare un'alta intensità di insediamento urbano dei Boi: questo, se da un lato contrasta con le notizie storiche che parlano di numerose tribù celtiche (112, secondo Catone, Origines), dall'altro è spiegabile con le specificità di insediamento dei Celti, con aggregazioni diffuse sul territorio (pianura e Appennino, in questo caso) e non particolarmente legate agli insediamenti di tipo urbano delle società mediterranee dell'epoca.
Scavi volti a indagare la fase archeologica pre-romana del teatro romano di Bologna testimoniano contatti con la Repubblica romana intorno alla metà del III secolo a.C., una situazione simile a quella riscontrabile per Mutina, altro insediamento etrusco, corrispondente all'attuale Modena.